# Jimmy Lyggett
Jimmy Lyggett (Philadelphia, Pennsylvania, SAD, 1897. – Sjedinjene Američke Države, 1955.), bio je afro-američki boksač i boksački trener. Trener boksačke reprezentacije Banovine Hrvatske i izbornik boksačke reprezentacije Nezavisne Države Hrvatske (NDH), 1939. – 1945. Zaslužan za razvoj hrvatskoga boksa.

## Početci boksačke karijere
S boksom je Jimmy Lyggett započeo u 17. godini života. S dvadeset godina osvojio je Prvenstvo Sjedinjenih Američkih Država za crne boksače, a godinu dana kasnije uzeo je svjetski naslov prvaka, no samo u kategoriji "obojenih" boksača jer su se boksači različitih rasa natjecali odvojeno. U završnici pobijedio je Eddija Palmera, nokautom u 19. rundi.
Tijekom prvih godina svoje karijere Jimmy Lyggett se već borio s nekoliko vrhunskih boksača poput Jacka Blackburna i Georgea Robinsona.

## Nastavak karijere u Europi
Nakon što je osvojio titulu svjetskog "obojenog" prvaka u teškoj kategoriji, Jimmy Lyggett odlučio je okušati sreću u Europi te se dokazati kao najbolji boksač svijeta. U Europi se borio s najvećim boksačkim imenima tadašnjeg vremena, poput Rudolfa Arndta, Hansa Breitenstraetera, Waltera Buckszuna, Kurta Prenzela, Adolfa Seybolda, Rudia Wagenera, Adolfa Wiegerta i mnogih drugih. Također borio se protiv tadašnje boksačke zvijezde, Nijemca Maxa Schmelinga, profesionalnog prvaka Europe i svijeta. U prvoj borbi bio je diskvalificiran, a drugu su suci proglasili neriješenom. Na Maxa Schmelinga ostavio je izuzetno dobar dojam te mu je neko vrijeme bio i sparing partner.
Borio se u različitim kategorijama po Engleskoj, Italiji, Francuskoj, Njemačkoj, a nastupao je i u Hrvatskoj, u Zagrebu. Vještinu i snagu okušao je i s Hrvatom Jurom Modrićem, povratnikom iz Amerike. Ta je borba također završila neriješeno.

## Dolazak u Hrvatsku
Za vrijeme svoga boravka u Beču u Austriji, Jimmy Lyggett je upoznao Hrvaticu Rozu (Ružu), ubrzo je između njih planula ljubav koja je dovela do braka. Hrvatsko-američki par je 1930-ih godina došao živjeti u Zagreb. U Hrvatskoj Lyggett je odlučio ostaviti profesionalne borbe te okušati kao boksački trener. U tom razdoblju bio je učitelj mladim hrvatskim boksačima u gotovo svim klubovima koji su postojali u Zagrebu. Počeo je u Croatiji Zagreb, a prošao je kroz Herkules, Makabi i Radnik.
Lyggett je u Zagrebu stanovao sa suprugom Rozom na raskrižju Klaićeve i Kačićeve, a ubrzo nakon dolaska otvorio je privatnu boksačku školu u Ilici iznad knjižare Kugli, na broju 30.
Uskoro je upoznao ugostitelja Bednjanca, koji je imao lokal na križanju Frankopanske i Varšavske. Tu je došlo do velike i pozitivne promjene. Naime, Bednjanec mlađi obožavao je boks, a pokazivao je i veliku sklonost profesionalizmu. Stoga je Bednjanec stariji za svrhe boksačkih treninga ustupio svoje skladište robe u Preradovićevoj, koje se uskoro pretvorilo u dvoranu za treninge s ringom i cijelom opremom. Odaziv hrvatske mladeži na treninge je bio fantastičan, a popularnost Amerikanca Lyggetta je među Zagrepčanima rasla iz dana u dan. Od 1939. godine trener je boksačke reprezentacije Hrvatske.

## Izbornik boksačke reprezentacije Nezavisne Države Hrvatske
Nakon što je 10. travnja 1941. godine proglašena Nezavisna Država Hrvatska (NDH) Jimmy Lyggett je na nagovor hrvatskog Državnog vođe tjelesnog odgoja i športa Miška Zebića, 1943. godine, postao izbornik i trener Hrvatske državne šakačke (boksačke) momčadi (reprezentacije). U to vrijeme su se u Nezavisnoj Državi Hrvatskoj održavale brojne međunarodne borbe, među ostalim, s Nijemcima, Mađarima, Talijanima, Slovacima i Rumunjima. Dvorane su uvijek bile krcate, tražila se karta više, kako na gostujućim mečevima, tako i na domaćim. Boksačke borbe posjećivalo je mnoštvo građana te dužnosnika vlasti NDH koje su podosta ulagale u razvoj športa, a koji je u to teško ratno vrijeme postigao nekoliko zapaženih međunarodnih rezultata.
Jimmy Lyggett bio je izuzetno popularan u Zagrebu toga doba te nikada nije imao problema zbog svoje boje kože, niti s građanstvom niti s hrvatskim vlastima. No, s približavanjem kraja rata, za Lyggetta su dolazili crni dani. Budući da je bio izrazito antikomunistički raspoložen, a Nezavisnoj Državi Hrvatskoj prijetila je očita propast i pobjeda komunista, Lyggett je pred kraj rata odlučio prihvatiti bratov poziv te napustiti Hrvatsku i vratiti se u rodne Sjedinjene Američke Države.
Lyggett je nagovorio svoju suprugu Rozu da zajedno krenu na put u Ameriku iako su mu svi govorili kako nema razloga napuštati Hrvatsku te da će i u slučaju pobjede komunista moći i dalje trenirati nove naraštaje hrvatskih boksača. No, strah od nadolazeće komunističke pobjede je bio jači.

## Povratak u Sjedinjene Američke Države
Bježeći od nadolazećih komunista, Jimmy i Roza su se otisnuli 1945. godine na put u Ameriku preko Italije. U Milanu su mjesecima čekali brod koji će ih odvesti, kako je Jimmy vjerovao, na sigurno.
No, Roza se naglo razboljela i nije dočekala kraj putovanja. Umrla je u Milanu, a Jimmy je sam nastavio put, slomljena srca. Prema nekim podatcima, umro je u Americi 1955. godine, daleko od svoje voljene Roze i druge domovine Hrvatske, u čijoj je športskoj povijesti ostavio neizbrisiv trag.

## Unutarnje poveznice
- Šport u NDH